# Zygmunt Górka (lekarz)
Zygmunt Wincenty Górka (ur. 19 lipca 1927 w Poznaniu, zm. 5 lipca 2022) – polski chirurg i profesor nauk medycznych, uczestnik Powstania Warszawskiego.

## Życiorys
Urodził się w rodzinie z tradycjami lekarskimi: jego ojciec Zygmunt był chirurgiem, a matka Zofia – dermatologiem. Szkołę podstawową ukończył w Poznaniu tuż przed wybuchem II wojny światowej. Na początku okupacji razem z rodziną przeniósł się do Końskich, gdzie kontynuował naukę już podczas wojny na tajnych kompletach. W 1942 roku, jako piętnastolatek, wstąpił w szeregi Armii Krajowej. Po przeszkoleniu, które odbyło się na terenie Końskich, otrzymał stopień kaprala.

### Udział w Powstaniu Warszawskim
W czasie Powstania służył w randze kaprala w kompanii rotmistrza Adama Rzeszotarskiego ps. „Żmija” na Żoliborzu. Na początku posługiwał się pseudonimem „Żak”, a w późniejszym okresie pseudonimem „Zawrat”. W pierwszych dniach sierpnia został dowódcą jednej z drużyn 224. plutonu. Służył przede wszystkim na rowie przeciwczołgowym w okolicy obecnej Wisłostrady i Placu Wilsona. Do jego obowiązków należało także szkolenie innych powstańców z obsługi broni.
Po Powstaniu trafił do obozu jenieckiego Stalag XI A pod Magdeburgiem. Po jego wyzwoleniu otrzymał odznaczenie Srebrnego Krzyża Zasługi z Mieczami.

### Praca w chirurgii
Po zakończeniu wojny i powrocie do Końskich kontynuował naukę w szkole średniej. Po uzyskaniu świadectwa dojrzałości w roku 1945, rozpoczął studia medyczne na Wydziale Lekarskim Uniwersytetu Jagiellońskiego w Krakowie, gdzie w 16 lutego 1952 roku otrzymał dyplom lekarza. 
Jeszcze jako student czwartego roku pracował jako wolontariusz w III Klinice Chorób Wewnętrznych Akademii Medycznej, a następnie w III Klinice Chirurgicznej Akademii Medycznej w Krakowie, którą ówcześnie kierował prof. J. Jasieński. Tuż po uzyskaniu dyplomu we wrześniu 1952 rozpoczął pracę na stanowisku asystenta w I Klinice Chirurgii Śląskiej Akademii Medycznej w Zabrzu, prowadzonej przez wybitnego chirurga, prof. J. Gasińskiego. W roku 1954 otrzymał specjalizację I stopnia w chirurgii. Od następnego roku pracował pod kierownictwem prof. S. Szyszko, a II stopień specjalizacji z zakresu torakochirurgii uzyskał w 1957. Tytuł doktora medycyny otrzymał w 1961 roku na podstawie pracy pt. „Doświadczalne odcinkowe podwiązanie naczyń krezkowych jelita cienkiego u szczura, wpływ hypokomu (PH 203) w warunkach doświadczenia”, habilitację natomiast uzyskał w roku 1968 na podstawie rozprawy pt. „Badania nad doświadczalną tamponadą serca u psów”.
Rok później został docentem Śląskiej Akademii Medycznej, a w 1974 objął kierownictwo Katedry Kliniki Chirurgii Przewodu Pokarmowego przy Centralnym Szpitalu Klinicznym w Katowicach Ligocie. Przewodził jej przez następne 23 lata.
Pochowany na Cmentarzu Komunalnym przy ul. Panewnickiej w Katowicach.

## Odznaczenia i wyróżnienia
- Doktor honoris causa Śląskiego Uniwersytetu Medycznego w Katowicach[1]
- Krzyż Kawalerski Orderu Odrodzenia Polski[1]
- Krzyż Komandorski Orderu Odrodzenia Polski[1]
- Krzyż Partyzancki[1]
- Krzyż Armii Krajowej[1]